# Archidium cubense
Archidium cubense là một loài rêu trong họ Archidiaceae. Loài này được R.S. Williams mô tả khoa học đầu tiên năm 1919.